# Toussus-le-Noble
Toussus-le-Noble är en kommun i departementet Yvelines i regionen Île-de-France i norra Frankrike. Kommunen ligger i kantonen Versailles-Sud som tillhör arrondissementet Versailles. År 2022 hade Toussus-le-Noble 1 176 invånare.

## Befolkningsutveckling
Antalet invånare i kommunen Toussus-le-Noble
| Referens: INSEE |